# Такервілл (Оклахома)
Такервілл (англ. Thackerville) — місто (англ. town) в США, в окрузі Лав штату Оклахома. Населення — 400 осіб (2020).

## Географія
Такервілл розташований за координатами 33°47′30″ пн. ш. 97°8′21″ зх. д. / 33.79167° пн. ш. 97.13917° зх. д. (33.791625, -97.139138).  За даними Бюро перепису населення США в 2010 році місто мало площу 5,54 км², з яких 5,52 км² — суходіл та 0,02 км² — водойми.

## Демографія
Згідно з переписом 2010 року, у місті мешкало 445 осіб у 172 домогосподарствах у складі 121 родини. Густота населення становила 80 осіб/км².  Було 189 помешкань (34/км²).
Расовий склад населення:
| - 87,6 % — білих - 6,3 % — корінних американців - 0,2 % — азіатів - 1,6 % — осіб інших рас |

До двох чи більше рас належало 4,3 %. Частка іспаномовних становила 3,1 % від усіх жителів.
За віковим діапазоном населення розподілялося таким чином: 27,4 % — особи молодші 18 років, 59,8 % — особи у віці 18—64 років, 12,8 % — особи у віці 65 років та старші. Медіана віку мешканця становила 37,8 року. На 100 осіб жіночої статі у місті припадало 108,9 чоловіків;  на 100 жінок у віці від 18 років та старших — 100,6 чоловіків також старших 18 років.
Середній дохід на одне домашнє господарство  становив 43 026 доларів США (медіана — 33 125), а середній дохід на одну сім'ю — 48 586 доларів (медіана — 40 000). За межею бідності перебувало 19,5 % осіб, у тому числі 36,2 % дітей у віці до 18 років та 10,4 % осіб у віці 65 років та старших.
Цивільне працевлаштоване населення становило 161 осіб. Основні галузі зайнятості: мистецтво, розваги та відпочинок — 26,7 %, виробництво — 18,0 %, роздрібна торгівля — 13,0 %.